# Školjić (Vir)
Školjić je nenaseljeni otočić u hrvatskom dijelu Jadranskog mora.
Njegova površina iznosi 0,088 km². Dužina obalne crte iznosi 1,67 km.